# Оямадзаки
Оямадзаки (яп. 大山崎町 О:ямадзаки-тё:) — посёлок в Японии, находящийся в уезде Отокуни префектуры Киото. Площадь посёлка составляет 5,97 км², население — 15 970 человек (1 октября 2020), плотность населения — 2675,04 чел./км².

## Географическое положение
Посёлок расположен на острове Хонсю в префектуре Киото региона Кансай. С ним граничат города Киото, Нагаокакё, Явата и посёлок Симамото.

## Население
Население посёлка составляет 15 970 человек (1 октября 2020), а плотность — 2675,04 чел./км². Изменение численности населения с 1980 по 2005 годы:
| 1970 | 10 375 чел. |  |
| 1975 | 14 966 чел. |  |
| 1980 | 16 283 чел. |  |
| 1985 | 16 717 чел. |  |
| 1990 | 16 152 чел. |  |
| 1995 | 15 879 чел. |  |
| 2000 | 15 736 чел. |  |
| 2005 | 15 191 чел. |  |
| 2010 | 15 121 чел. |  |
| 2015 | 15 181 чел. |  |

## Символика
Деревом посёлка считается сосна, цветком — цветок сакуры, птицей — Cettia diphone.